# Kurt Alexander Winkler
Kurt Alexander Winkler (* 3. September 1794 in Zschopenthal bei Zschopau; † 15. Mai 1862 in Niederpfannenstiel) war ein deutscher Chemiker und Metallurge.

## Leben und Wirken

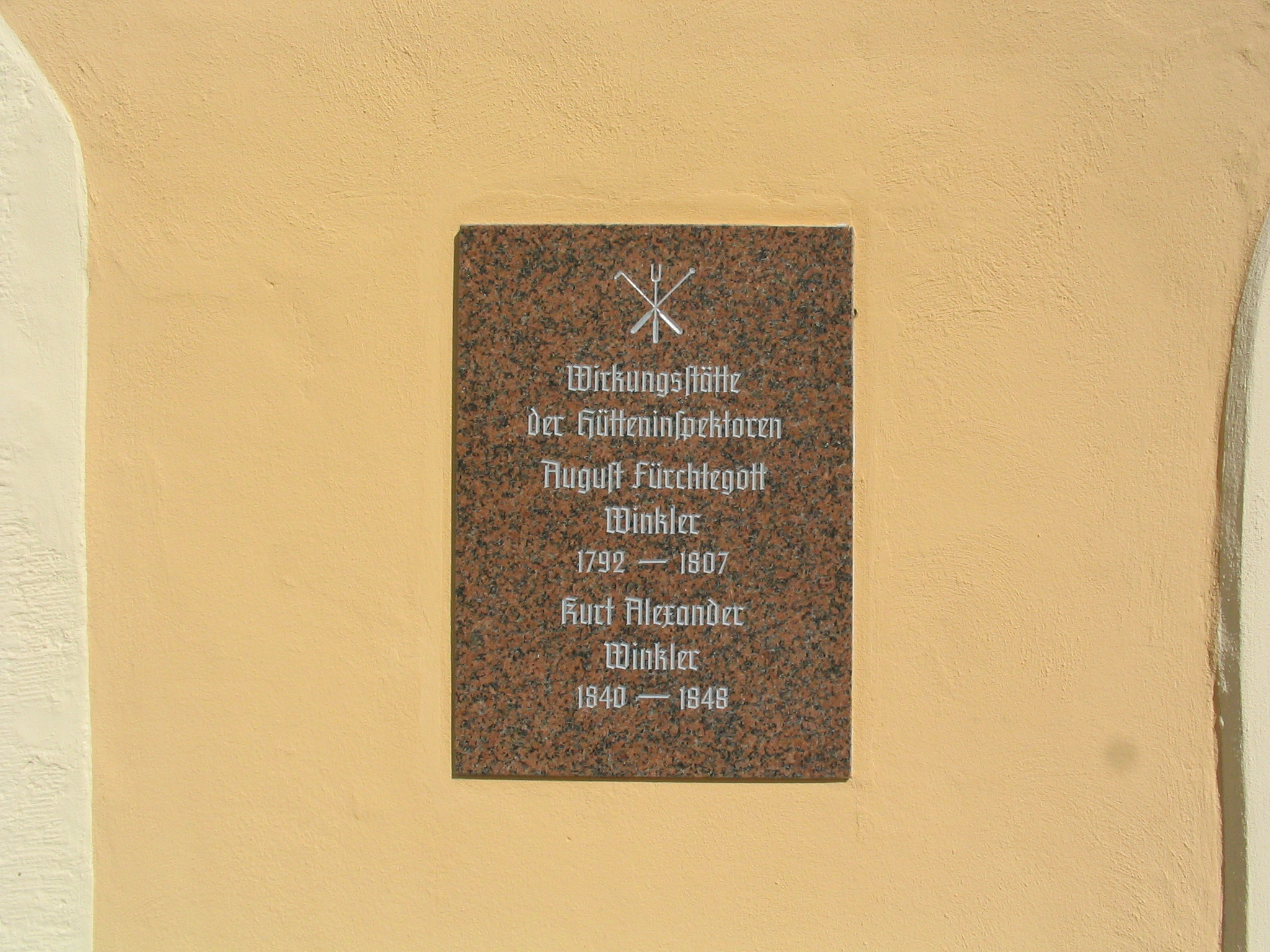
Gedenktafel für August Fürchtegott und Kurt Alexander Winkler am Turmhaus des ehemaligen Blaufarbenwerkes Zschopenthal

Kurt Alexander Winkler war der Sohn von August Fürchtegott Winkler und Vater des deutschen Chemikers Clemens Winkler und des deutschen Landschaftsmaler Olof Winkler. Seine Schwester Agnes Ulrike war die Ehefrau des Oberbergrates und Edelsteininspektors August Breithaupt.
Kurt Alexander Winkler musste nach dem frühen Tod seines Vaters 1807 in den Erzgruben nahe Freiberg als Pochjunge arbeiten, bis ihm von ehemaligen Freunden seines Vaters (Sigismund August Wolfgang von Herder und Abraham Gottlob Werner) der Besuch der Freiberger Bergschule und das Studium an der Bergakademie Freiberg ermöglicht wurde. Aufgrund seiner Leistungen erhielt er vom sächsischen Staat die Gelegenheit zu einer Studienreise nach Schweden, wo er als Assistent von Berzelius mehrere Jahre in Stockholm arbeitete und auf ausgedehnten Reisen den Bergbau in Schweden und Norwegen studierte.
Nach seiner Rückkehr nach Sachsen trat er 1828 in den sächsischen Staatsdienst ein. 1840 schied er aus dem Staatsdienst aus, um, wie schon seine Vorfahren, das Blaufarbenwerk Zschopenthal zu leiten. Nach der Schließung des Werkes ging Kurt Alexander Winkler in das Blaufarbenwerk Niederpfannenstiel. Er unternahm auch danach weitere Studienreisen zu anderen deutschen Hüttenwerken und nach England. Seine Erfahrungen in der Blaufarbenproduktion und zur Geschichte der Silber-, Blei- und Kupferhütten im Erzgebirge veröffentlichte er in zahlreichen Fachaufsätzen.

### Privates
Kurt Alexander Winkler war verheiratet mit Elmonde Antonie Winkler, geb. Schramm (* 25. Januar 1810; † 21. Juli 1897). Sie hatten zusammen drei Söhne und drei Töchter.
- Herrmann Alexander Winkler (* 19. Juni 1835; † 20. August 1854 in Freiberg, als Student an den Folgen eines Florettstichs)
- Alexander Franz Cäcil Winkler, gestorben im Alter von zwei Jahren 1838 an Typhus
- Clemens Winkler, Chemiker
- Elmonde Isabelle Winkler, Ehefrau des Chemikers Ferdinand Bischoff
- Olof Winkler, Landschaftsmaler und Illustrator, Schwiegersohn des Dramatikers Emil Palleske

## Werke
- Erfahrungssätze über die Bildung der Schlacken. Ein Leitfaden bey Beurtheilung der Schmelzprozesse und bey Anordnung der Beschickungen, Freiberg 1827
- Beschreibung der Freyberger Schmelzhüttenprozesse für Silber-, Bley- und Kupferhüttenleute, Freiberg 1837 (Digitalisat)
- Bericht über die Zusammensetzung, Werthverhl̈tnisse und Verkohlungsfähigkeit der vornehmsten Turfsorten des Sächsischen Erzgebirges, Freiberg 1840. (Digitalisat in der Digitalen Bibliothek Mecklenburg-Vorpommern)
- Die europäische Amalgamazion der Silbererze und silberhaltigen Hüttenprodukte, Freiberg 1848 (Digitalisat)
- Anweisung zum zweckmässigen Gebrauche des Turfs, der Steinkohlen, der Turfkohlen und der Kokes, bei verschiedenen Feuerungen, Freiberg 1850
- Geschichtliche Mittheilungen über die erloschenen Silber-, Blei- und Kupferhütten des Erzgebirges und Voigtlandes, Freiberg 1871 (bearbeitet von Clemens Alexander Winkler, Digitalisat)